# Park Narodowy Cañón del Sumidero
Park Narodowy Cañón del Sumidero (hiszp. Parque nacional Cañón del Sumidero) – park narodowy w Meksyku, w stanie Chiapas. Został utworzony 8 grudnia 1980 roku i zajmuje obszar 217,89 km². Od 2004 roku jest wpisany na listę konwencji ramsarskiej. W 2008 roku został zakwalifikowany przez BirdLife International jako ostoja ptaków IBA. Na południowy wschód od niego znajduje się Park Narodowy Lagunas de Montebello, a na północny wschód – Park Narodowy Palenque.

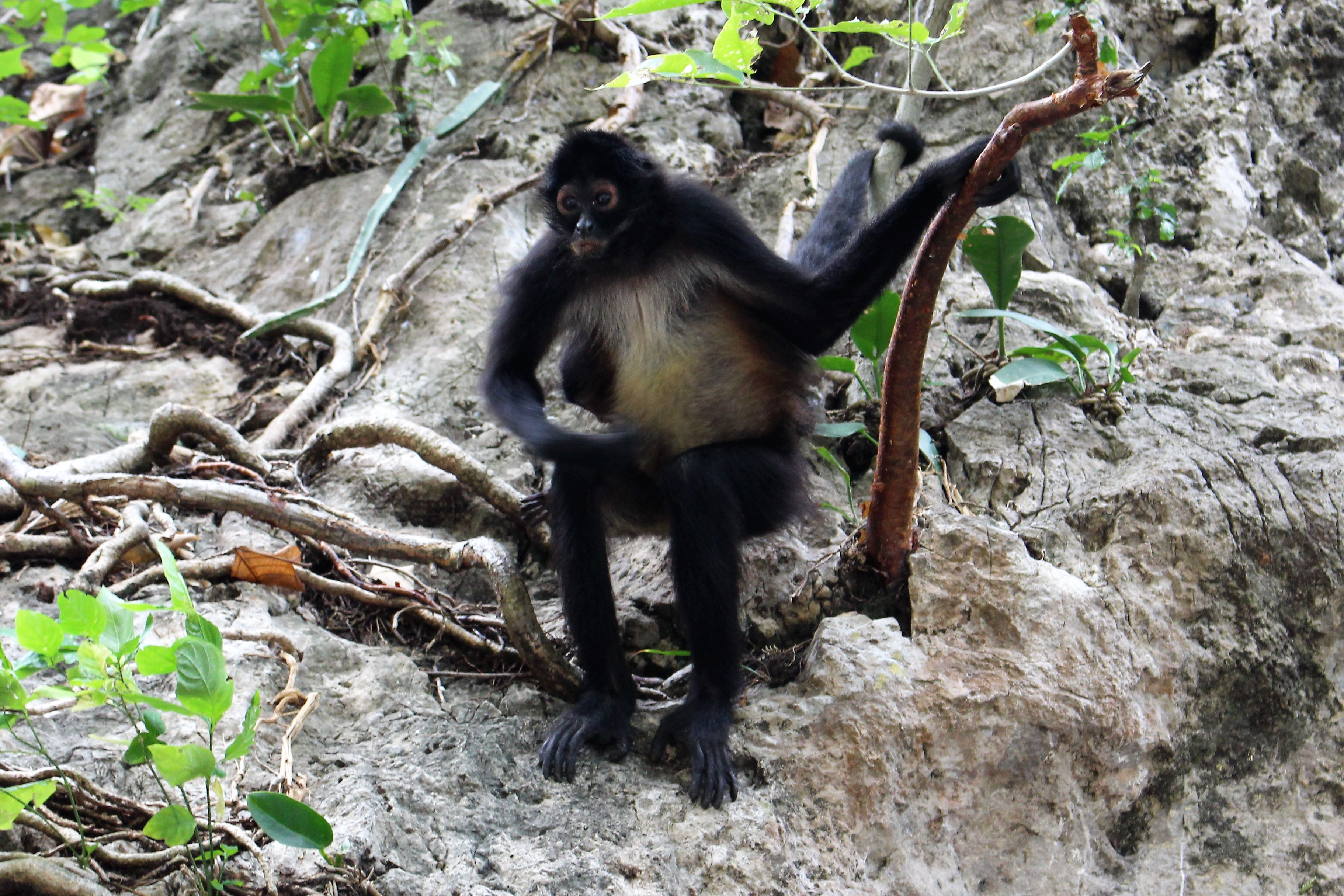
Czepiak czarnoręki w kanionie

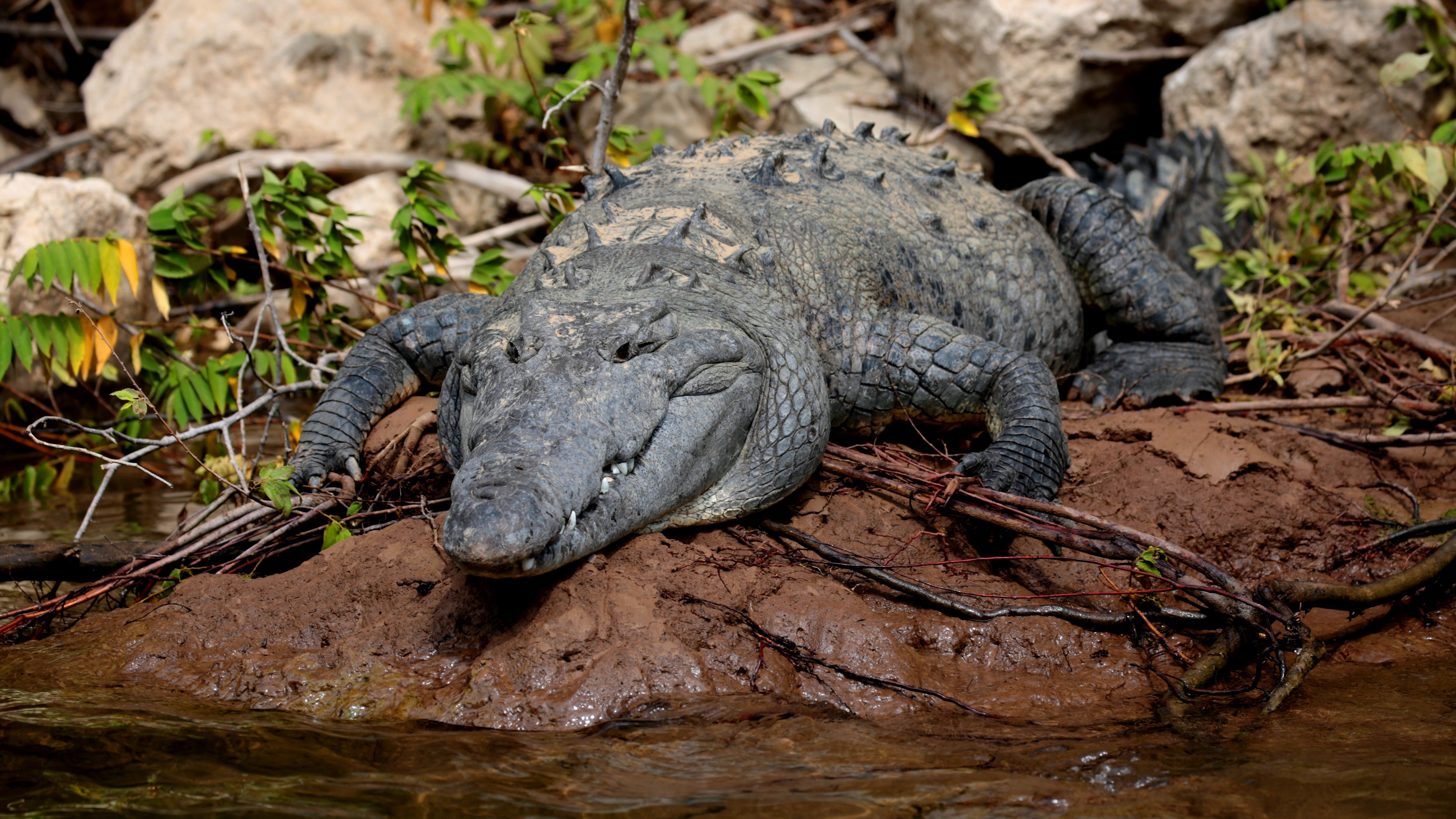
Krokodyl amerykański

## Opis
Park obejmuje Cañón del Sumidero – przełom rzeki Grijalva i jego okolice. Ściany kanionu przekraczają 1000 m wysokości. Występuje tu wiele wodospadów i jaskiń. Park jest jedną z największych atrakcji turystycznych w Meksyku.

## Szata roślinna
Park pokrywają lasy, głównie liściaste. Rosną tu zagrożone wyginięciem (EN) Agave grijalvensis, Chamaedorea glaucifolia i Ceratozamia robusta, narażone na wyginięcie (VU) Tabebuia chrysantha, Bakeridesia gloriosa i cedrzyk wonny, a także m.in.: puchowiec pięciopręcikowy, Carapa guianensis, Quercus magnoliifolia, brosimum darzymlecznia, Tabebuia rosea, Leucaena leucocephala, Enterolobium cyclocarpum, Litsea glaucescens, Brosimum alicastrum, Licania arborea, Astronium graveolens, Luehea candida, Platymiscium dimorphandrum, pigwica właściwa, Alvaradoa amorphoides, Bursera simaruba, Bursera bipinnata i Bursera excelsa.

## Fauna
W parku występuje 215 gatunków ptaków. Są to zagrożona wyginięciem (EN) lasówka żółtolica, narażone na wyginięcie (VU) czubacz zmienny, penelopina i skalik wielkodzioby, a także m.in.: kormoran oliwkowy, lasówka czarnogardła, pstroszka, czakalaka rdzaworzytna, trogon górski, wężówka amerykańska, łuszczyk indygowy, puchaczyk czubaty, pieprzojad szmaragdowy, tukan tęczodzioby, mimozowiec, kacyk meksykański, brodziec plamisty, drzewica czarnobrzucha, czapla śniada, czapla śnieżna i sępnik czarny.
Ssaki żyjące tutaj to zagrożony wyginięciem (EN) czepiak czarnoręki, narażony na wyginięcie (VU) smukłonosek kaktusowy, a także m.in.: tamandua północna, owocowiec liścionosy, myszak meksykański, ocelot nadrzewny, ocelot wielki i mulak białoogonowy.
Z gadów i płazów występują tu narażony na wyginięcie (VU) krokodyl amerykański, a także m.in.: Bolitoglossa occidentalis, Bolitoglossa rufescens, Aspidoscelis mexicanus, Scincella gemmingeri, pytoniak meksykański, Lepidophyma chicoasensis, Incilius marmoreus, Leptophis diplotropis, Salvadora lemniscata, Scincella gemmingeri, Sceloporus carinatus i Sceloporus siniferus.